# ويليام آدامز (رجل دين)
ويليام آدامز (بالإنجليزية: William Adams)‏ هو رجل دين أمريكي، ولد في 25 يناير 1807 في كولتشستر في الولايات المتحدة، وتوفي في 31 أغسطس 1880 في Orange Mountain ‏ في الولايات المتحدة.